# Еристовка (Кременчугский район)
Еристовка (укр. Єристівка) — село, Пришибский сельский совет, Кременчугский район, Полтавская область, Украина.
Код КОАТУУ — 5322484802. Население по переписи 2001 года составляло 287 человек.

## Географическое положение
Село Еристовка находится на краю заливных лугов реки Псёл, на расстоянии в 1,5 км от сёл Пришиб и Новоселовка-Шевченково.

## История
- В 1862 году в деревне владельческой Эристовка был завод и 45 дворов где жило 319 человек.
- В 1911 году в деревне Эристовка жило 511 человек.[2]

## Объекты социальной сферы
- Фельдшерско-акушерский пункт.